# مهمة المتتبع المريخي
مهمة المتتبع المريخي (إم أو إم)، وتدعى أيضًا مانجاليان (بالسنسكريتية मङ्गलयान)، وهو مسبار فضائي يدور حول المريخ منذ 24 سبتمبر عام 2014. أُطلقت منظمة البحوث الفضائية الهندية المهمة في 5 نوفمبر عام 2013. وتعتبر هذه المهمة  أوّل مهمة للهند بين الكواكب، وأصبحت رابع وكالة فضاء تصل إلى المريخ، بعد روسكوزموس، وناسا، ووكالة الفضاء الأوروبية. أصبحت الهند الدولة الآسيوية الأولى التي تصل إلى مدار المريخ والدولة الأولى في العالم التي تقوم بهذا من المحاولة الأولى.
انطلق مسبار مهمة المتتبع المريخي من منصة الإطلاق الأولى في محطة ساتيش دافان الفضائية (شريهاريكوتا رينج شار) في أندرا برديش، على متن مركبة إطلاق الأقمار الصناعية القطبية الصاروخ 25 في الساعة 09:08 بالتوقيت العالمي الموحد في 5 نوفمبر عام 2013. كانت نافذة الإطلاق مفتوحة لمدة 20 يوم تقريبًا بداية من يوم 28 أكتوبر عام 2013. قضى المسبار إم أو إم شهر تقريبًا في مدار الأرض، إذ قام بسلسلة من سبعة مناورات مدارية لتغيير مستوي المدار عند نقطة الأوج قبل أن يدخل في مسار إلى مدار المريخ في 30 نوفمبر عام 2013 (بالتوقيت العالمي الموحد). وصل بعد 298 يوم إلى المريخ، ودخل في مدار حوله في 24 سبتمبر عام 2014.
تعد هذه المهمة مشروعًا تجريبيًا لتطوير تقنيات التصميم، والتخطيط، والإدارة، وعمليات التشغيل ضمن المهمات بين كوكبية. وتحمل المهمة خمسة أجهزة علمية. يدير المهمة حاليًا مركز مراقبة المركبات الفضائية عن طريق شبكة القياس والتتبع والقيادة في منظمة البحوث الفضائية الهندية (آي إس تي أر إيه سي) في بنغالور بالإضافة إلى دعم من هوائي شبكة الفضاء السحيق الهندية (آي دي إس إن) في بنغالور، كارناتاكا.

## نبذة تاريخية
أُعلن رئيس منظمة البحوث الفضائية الهندية جي. مادهافن ناير لأول مرة عن المهمة غير المأهولة إلى المريخ على الملأ في 23 نوفمبر عام 2008. بدأ المعهد الهندي لعلوم الفضاء والتكنولوجيا بدراسة جدوى فكرة مهمة إم أو إم في عام 2010 وذلك بعد إطلاق القمر الاصطناعي شاندريان1 إلى القمر في عام 2008. وافق رئيس الوزراء مانموهان سينغ على المشروع في 3 أغسطس عام 2012، وذلك بعد أن أنهت منظمة البحوث الفضائية الهندية الدراسات المطلوبة للمتتبع والتي كلفت 125x107 روبية (18 مليون دولار). كان التوقع أن تصل تكلفة المشروع بالكامل حتى 454 x107 روبية (64 مليون دولار). كلّف المتتبع 153 x107 روبية (21 مليون دولار) ووزع الجزء المتبقي من الميزانية على المحطات الأرضية والتحسينات المتعاقبة في مشاريع منظمة البحوث الفضائية الهندية الأخرى.
خططت وكالة الفضاء لإجراء عملية الإطلاق في 28 أكتوبر عام 2013 لكنها أُجِّلت إلى 5 نوفمبر بسبب تأخر سفن تعقب المركبة الفضائية التابعة لمنظمة البحوث الفضائية الهندية في أخذ مواقعها المحددة بسبب الطقس السيء في المحيط الهادئ. ولأنّ فرص الإطلاق في مدار هوهمان الانتقالي الموفر للوقود تسنح كل 26 شهر، كانت فرصتا الإطلاق التاليتان في 2016 و 2018.
بدأ تجميع مركبة الإطلاق بّي إس إل في-إكس إل، المعروفة باسم سي25 في 5 أغسطس عام 2013. انتهى تثبيت الأجهزة العلمية الخمسة، والذي جرى في مركز منظمة البحوث الفضائية الهندية للأقمار الصناعية في بنغالور، ونُقلت المركبة الفضائية الجاهزة إلى شريهاريكوتا في 2 أكتوبر عام 2013 من أجل دمجها مع مركبة الإطلاق بّي إس إل في-إكس إل. زيدت السرعة في تطوير المتتبع وجرى الانتهاء منه في وقت قياسي بلغ 15 شهر. وأكدت ناسا مرة أخرى في 5 أكتوبر 2013 أنها ستزود المهمة بالدعم الملاحي والمتعلق بالاتصالات على الرغم من تعطيل الحكومة الفيدرالية الأمريكية. وقعت ناسا ومنظمة البحوث الفضائية الهندية خلال اجتماع في 30 سبتمبر عام 2014 اتفاقيةً لإنشاء مسار للمهام المستقبلية المشتركة لاستكشاف المريخ. واحد من أهداف فريق العمل هو استكشاف الأرصاد الموحدة (المنسقة) الممكنة والتحليل العلمي (تحليل البيانات العلمية) بين المتتبع مافن وإم أو إم، بالإضافة إلى مهام المريخ المستقبلية والحالية.

### الفريق
بعض العلماء والمهندسين المشاركين في المهمة:
- قائد المهمة كي رادكريشنان.
- إس راماكريشنان المدير الذي ساعد في تطوير نظام الدفع السائل في صاروخ الإطلاق بّي إس إل في.
- مدير المشروع في برنامج بّي إس إل في «بّي كونهيكريشنان». وكان أيضًا مدير مهمة بّي إس إل في-سي25/ ومهمة المتتبع المريخي.
- موميتا دوتا مديرة مشروع مهمة إم أو إم.
- نانديني هارناتش نائبة مدير عمليات الملاحة.
- ريتو كاريدل نائب مدير عمليات الملاحة.
- بي إس كيران مساعد مدير مشروع ديناميكيات الرحلة.
- في كسافا راجو مدير مهمة إم أو إم.
- في كوتيشارا راو الأمين العلمي لمنظمة البحوث الفضائية الهندية.
- شيندراداتان مدير نظام الدفع السائل.
- إيه. إس. كيران كومار مدير مركز تطبيقات الأقمار الصناعية.
- إم أنّادوراي مدير البرنامج والمسؤول عن إدارة الميزانية بالإضافة إلى الإشراف على بنية المركبة الفضائية وجدول الأعمال والموارد.
- مياس براساد مديرمركز ساتيش دافان للفضاء. أيضًا رئيس مجلس تصريح الإطلاق.
- إس كي شيفاكومار مدير مركز الأقمار الصناعية في منظمة البحوث الفضائية الهندية. أيضًا مدير مشروع شبكة الفضاء السحيق.
- سوبيا أرونان مدير مشروع في إم أو إم.
- بي جايكومار مدير مشروع مساعد في برنامج بّي إس إل في، ومسؤول عن اختبار الأنظمة الصاروخية.
- إم إس بانيرسيلفام المدير العام الأساسي في ميناء الصواريخ شريهاريكوتا، وكانت مهمته التأكد من جداول الإطلاق.

### التكلفة
بلغت التكلفة الإجمالية للمهمة 450 x107 روبية (73 مليون دولار) تقريبًا، وهذا ما جعلها المهمة المريخية الأقل تكلفة. عزا كي رادكريشنان، رئيس منظمة البحوث الفضائية الهندية، التكلفة المنخفضة للمهمة إلى عوامل متعددة، من بينها «النهج المعياري»، والاختبارات الأرضية القليلة، وأيام العمل الطويلة للعلماء (18-20 ساعة). أشار جوناثان آموس من قناة بي بي سي إلى تكلفة العمل المنخفضة، والتقنيات المحلية، والتصميم الأبسط، وتعقيد الحمولة المنخفض بشكل ملحوظ بالنسبة لمسبار ناسا مافن.

## أهداف المهمة
الهدف الأساسي للمهمة تطوير التقنيات اللازمة لتصميم، وتخطيط الإدارة والعمليات للمهمة بين كوكبية. والهدف الثاني استكشاف معالم ومورفولوجيا ومعدنية (مينارولوجيا) سطح المريخ، والغلاف الجوي المريخي باستخدام أجهزة علمية محليّة.
تضمن الأهداف الرئيسية التي تتمثل في تطوير التقنيات اللازمة لتصميم، وتخطيط  الإدارة والعمليات للمهمة بين كوكبية المهام الرئيسية التالية:
- مناورات مدارية لنقل المركبة الفضائية من مدار حول الأرض إلى مسار حول الشمس، وفي النهاية الوصول إلى مدار المريخ.
- تطوير نماذج وخوارزميات القوة لأجل المدار وحسابات الوضعية (التوجيه) وتحليلها.
- الملاحة في كل المراحل.
- الحفاظ على سلامة المركبة الفضائية في كل المراحل.
- تلبية متطلبات الطاقة، والاتصالات، والعمليات الحرارية والمتعلقة بالحمولة.
- إدراج ميزات التحكم الذاتي للتعامل مع الحالات الطارئة.

### الأهداف العلمية
تتطرق الأهداف العلمية إلى الجوانب الأساسية التالية::43
- استكشاف معالم سطح المريخ عن طريق دراسة المورفولوجيا، والطبوغرافيا، والمينارولوجيا.
- دراسة مكونات الغلاف الجوي المريخي، ومن بينها الميثان وثاني أوكسيد الكربون باستخدام تقنيات الاستشعار عن بعد.
- دراسة ديناميكيات الغلاف الجوي العلوي للمريخ، وتأثيرات الرياح الشمسية والإشعاع وانبعاث المواد المتطايرة إلى الفضاء الخارجي.

ستتيح المهمة أيضًا فرصًا متعددة لرصد قمر المريخ فوبوس، بالإضافة إلى إتاحة فرصة تحديد الكويكبات المُشاهَدة أثناء المسار إلى المريخ وإعادة تقدير مداراتها.

## معرض صور

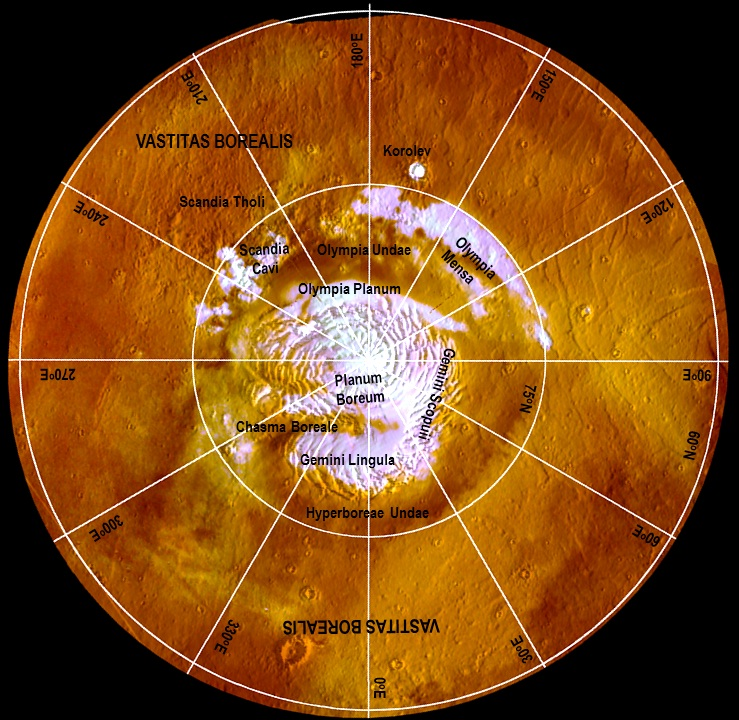
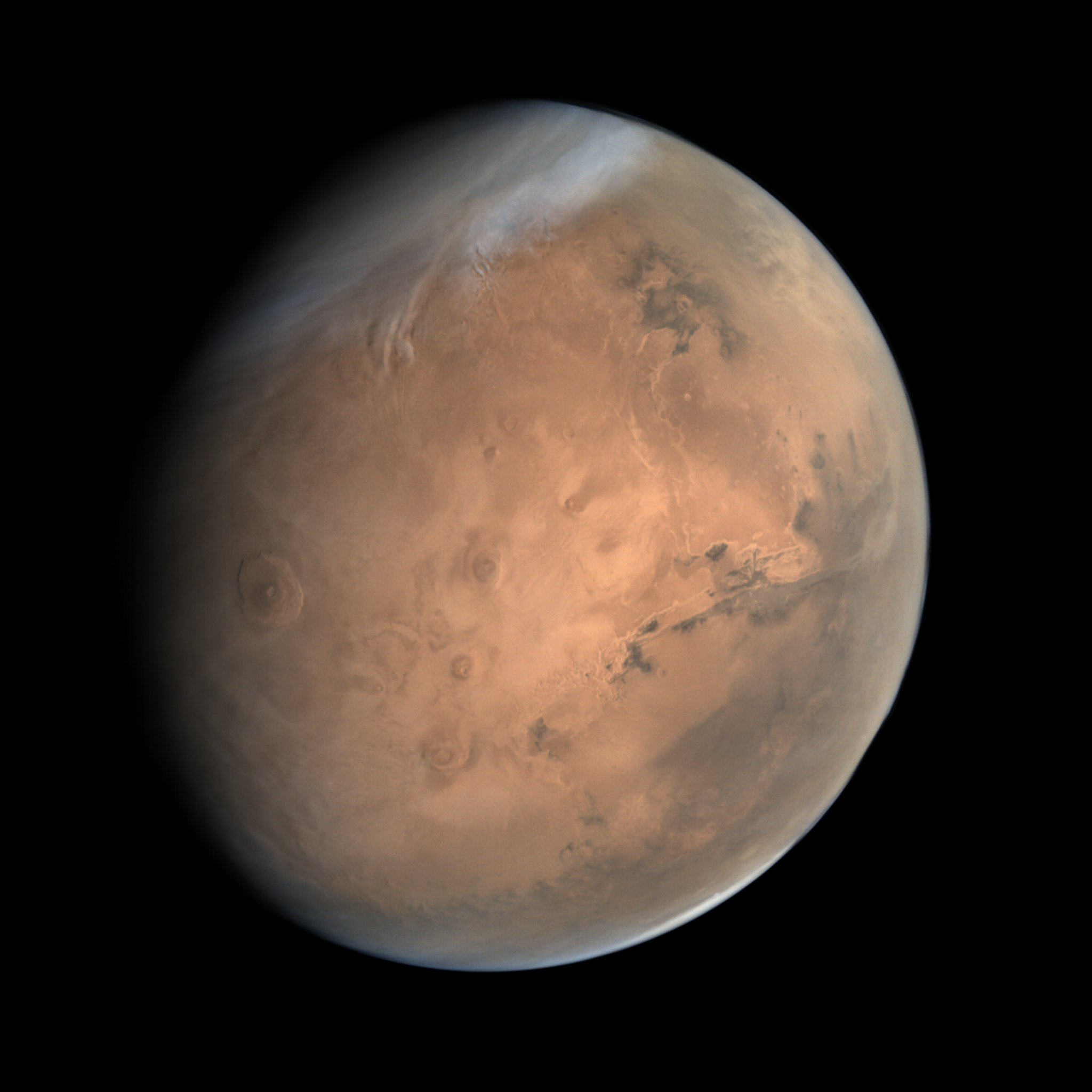
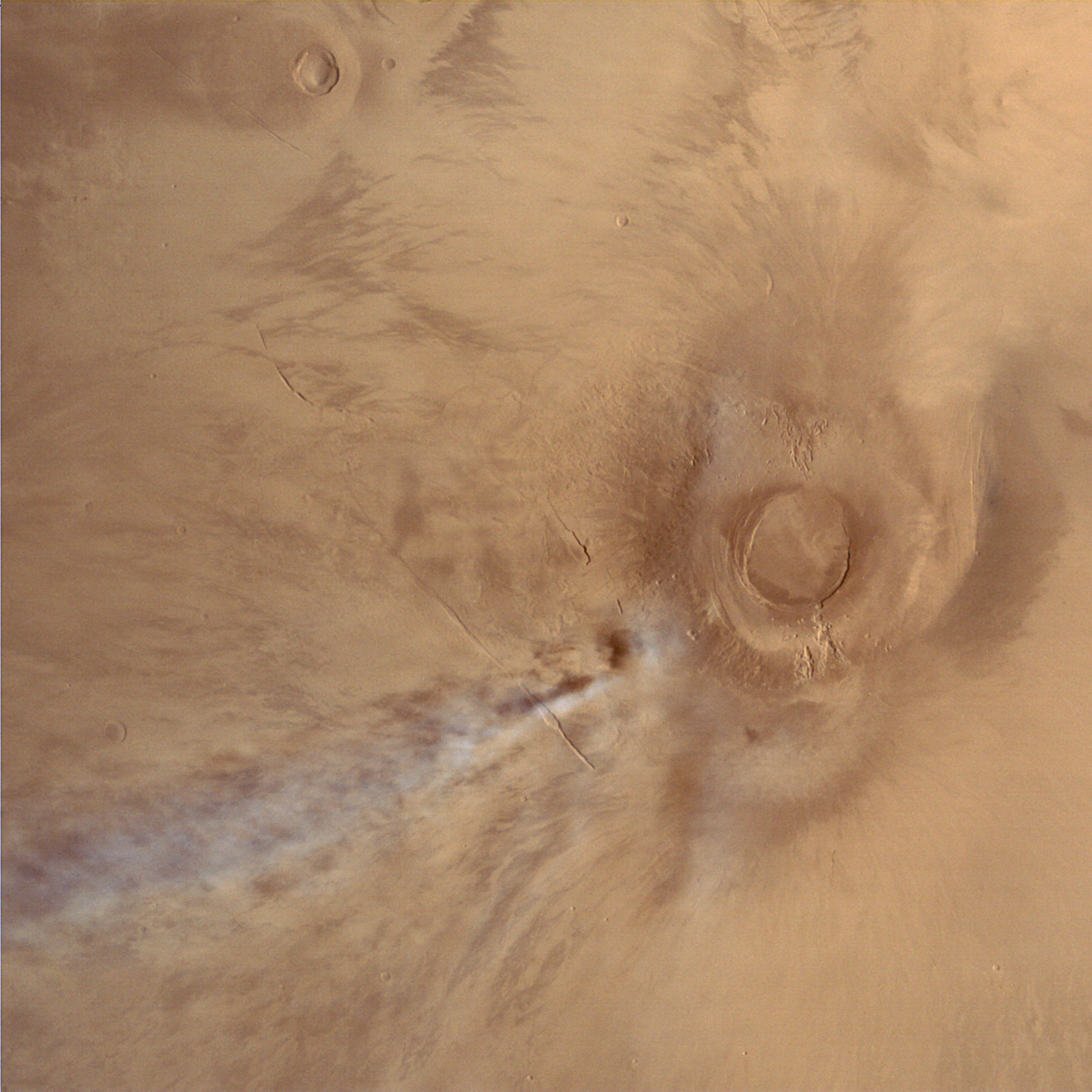
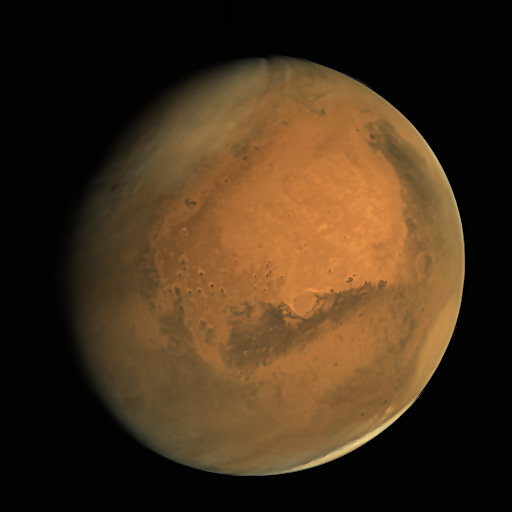
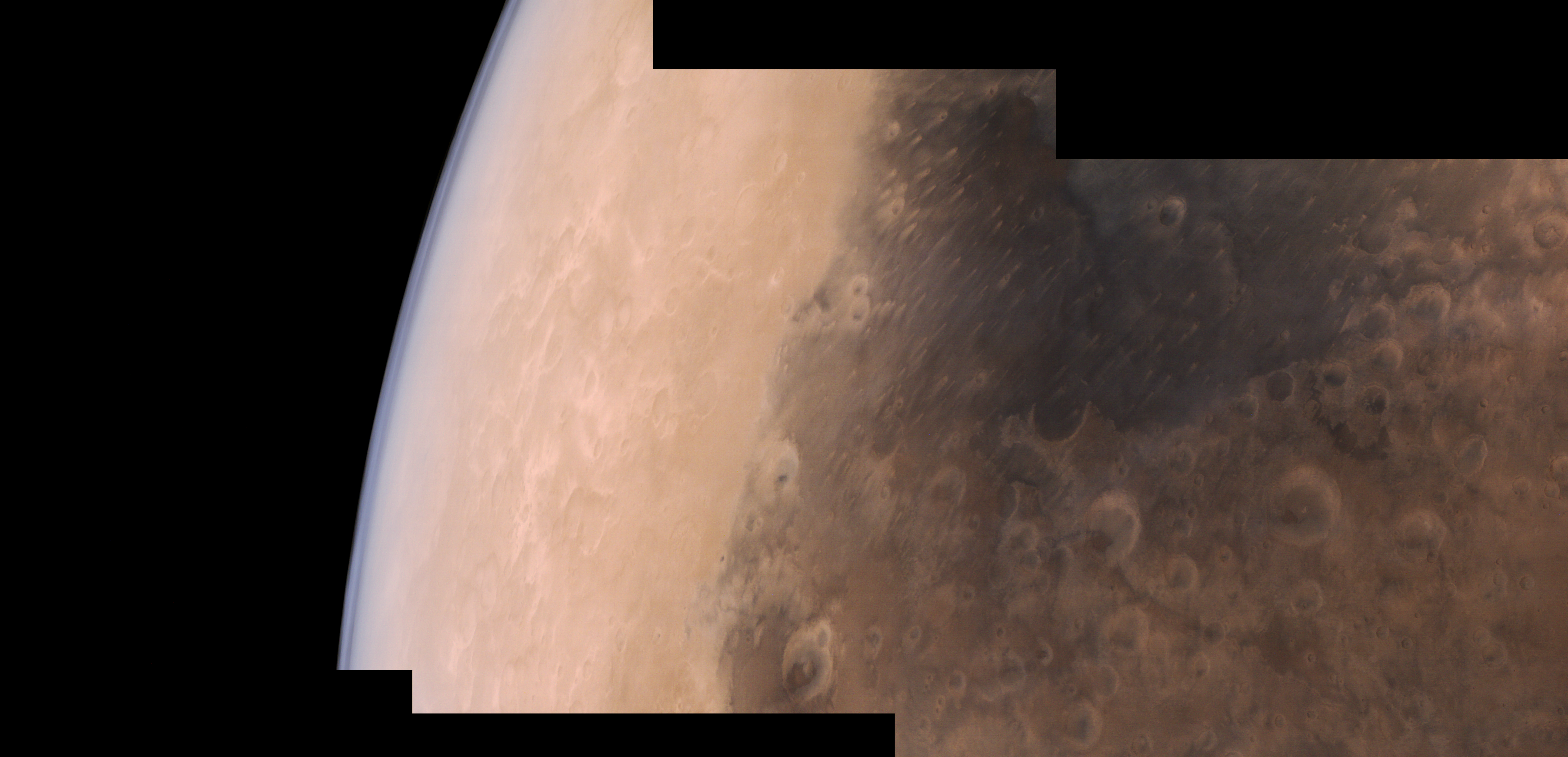
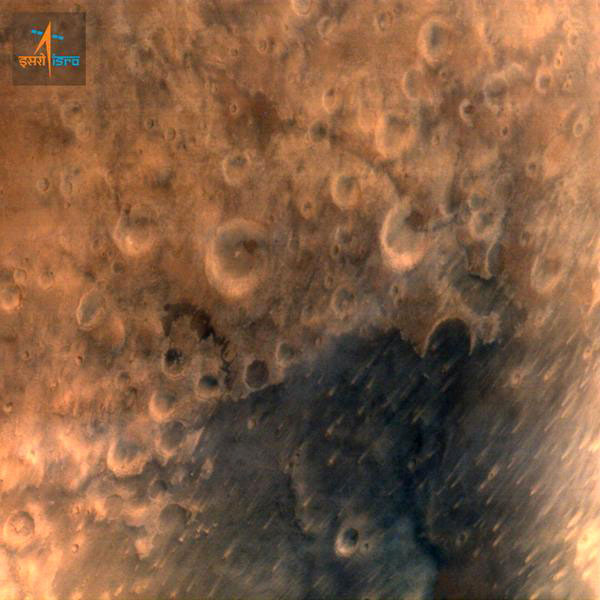